# نهر ساهن
نهر ساهن (بالإنجليزية: Sahen River)‏ هو نهر في تيمور الشرقية. يسري النهر جنوبًا حتى يصب في بحر تيمور.